# Chrysolina relucens
Chrysolina relucens är en skalbaggsart som först beskrevs av Wilhelm Gottlob Rosenhauer 1847.  Chrysolina relucens ingår i släktet Chrysolina, och familjen bladbaggar. Arten har ej påträffats i Sverige.